# Stacy Kamano
Stacy Lee Kamano (Honolulu, Hawái; 17 de septiembre de 1974) es una actriz de televisión estadounidense, más conocida por su papel en Baywatch.

## Biografía
Nacida y criada en Honolulu, Hawaii, su madre es descendiente de alemanes, rusos y polacos, y su padre es japonés. A la edad de 11 años, ganó el título "Miss Tropical Pre-Teen Hawaii" y decidió seguir una carrera como modelo y actriz. 
En 1999 se unió al elenco de la serie de televisión Baywatch, interpretando el papel de la salvavidas Kekoa Tanaka. Fue miembro del reparto en las últimas dos temporadas del programa. Kamano también ha sido presentadora de la serie de televisión Extreme Sports and Hotlines.

## Filmografía parcial
| Año       | Título                                                    | Papel                | Notas                                       |
| --------- | --------------------------------------------------------- | -------------------- | ------------------------------------------- |
| 1999–2001 | Baywatch                                                  | Kekoa Tanaka         | 44 episodios                                |
| 2000      | Hottie Boombalottie                                       | Ella misma           | Video musical del rapero estadounidense KEF |
| 2003      | Baywatch: Hawaiian Wedding                                | Kekoa Tanaka         | Película para TV                            |
| 2003      | Return to the Batcave: The Misadventures of Adam and Burt | Nghara Frisbie-West  | Película para TV                            |
| 2003      | Hotlines                                                  | Presentadora         | Serie de televisión                         |
| 2007      | The Bold and the Beautiful                                | Secretaria Molly     | Episodio #1.5015                            |
| 1999      | Search Party (TV series)                                  | Celebrity Contestant | 2 episodios                                 |